# Longitarsus symphyti
Longitarsus symphyti  (лат.) — вид листоедов (Chrysomelidae) из подсемейства козявок (Galerucinae). Распространён в Центральной Европе на запад до Бретани и на юг до Хорватии, встречается также от Воронежа в Центральную Европу и Грузию.